# العلاقات المجرية الباهاماسية
العلاقات المجرية الباهاماسية هي العلاقات الثنائية التي تجمع بين المجر وباهاماس.

## مقارنة بين البلدين
هذه مقارنة عامة ومرجعية للدولتين:
| وجه المقارنة                                              | المجر                                                       | باهاماس      |
| --------------------------------------------------------- | ----------------------------------------------------------- | ------------ |
| المساحة (كم2)                                             | 93.04 ألف                                                   | 13.88 ألف    |
| عدد السكان (نسمة)                                         | 9.78 مليون                                                  | 395.36 ألف   |
| الكثافة السكانية (ن./كم²)                                 | 105.12                                                      | 28.48        |
| العاصمة                                                   | بودابست                                                     | ناساو        |
| اللغة الرسمية                                             | لغة مجرية                                                   | لغة إنجليزية |
| العملة                                                    | فورنت مجري                                                  | دولار بهامي  |
| الناتج المحلي الإجمالي (بليون دولار)                      | 139.14 مليار                                                | 12.16 مليار  |
| الناتج المحلي الإجمالي (تعادل القوة الشرائية) بليون دولار | 260.42 مليار                                                | 8.92 مليار   |
| الناتج المحلي الإجمالي الاسمي للفرد دولار أمريكي          | 12.36 ألف                                                   | 22.82 ألف    |
| الناتج المحلي الإجمالي للفرد دولار أمريكي                 | 25.07 ألف                                                   |              |
| مؤشر التنمية البشرية                                      | 0.828                                                       | 0.790        |
| رمز المكالمات الدولي                                      | +36                                                         | +1242        |
| رمز الإنترنت                                              | .hu                                                         | .bs          |
| المنطقة الزمنية                                           | ت ع م+01:00، ت ع م+02:00، أوروبا/بودابست ‏، توقيت وسط أوروبا | 00           |

## منظمات دولية مشتركة
يشترك البلدان في عضوية مجموعة من المنظمات الدولية، منها:
| علم المنظمة | اسم المنظمة                               | تاريخ انضمام المجر | تاريخ انضمام باهاماس |
| ----------- | ----------------------------------------- | ------------------ | -------------------- |
|             | مؤسسة التنمية الدولية                     | 29 أبريل 1985      | 23 يونيو 2008        |
|             | يونسكو                                    | 14 سبتمبر 1948     | 23 أبريل 1981        |
|             | وكالة ضمان الاستثمار متعدد الأطراف        | 21 أبريل 1988      | 4 أكتوبر 1994        |
|             | الأمم المتحدة                             | 14 ديسمبر 1955     | 18 سبتمبر 1973       |
|             | الفريق المعني برصد الأرض                  | ?                  | ?                    |
|             | الاتحاد البريدي العالمي                   | ?                  | ?                    |
|             | البنك الدولي للإنشاء والتعمير             | 7 يوليو 1982       | 21 أغسطس 1973        |
|             | الاتحاد الدولي للاتصالات                  | 1866               | 19 أغسطس 1974        |
|             | منظمة حظر الأسلحة الكيميائية              | ?                  | ?                    |
|             | مؤسسة التمويل الدولية                     | 29 أبريل 1985      | 8 ديسمبر 1986        |
|             | المركز الدولي لتسوية المنازعات الاستشارية | 6 مارس 1987        | 18 نوفمبر 1995       |
|             | منظمة الشرطة الجنائية الدولية             | ?                  | ?                    |

## وصلات خارجية
- موقع وزارة الخارجية المجرية